# دانشکده (فیلم ۱۹۴۵)
دانشکده (انگلیسی: Here Come the Co-Eds) فیلمی در ژانر کمدی به کارگردانی ژان یاربرو است که در سال ۱۹۴۵ منتشر شد.

## بازیگران
- بود ابوت
- لو کاستلو
- پگی رایان
- لان چینی جونیور
- چارلز دینگل
- دونالد کوک
- جون وینسنت
- دیک لین
- دان کاستلو